# 352

352(삼백오십이)는 351보다 크고 353보다 작은 자연수다.

## 수학
- 합성수로, 그 약수는 총 12개다. (1, 2, 4, 8, 11, 16, 22, 32, 44, 88, 176, 352)
  - 352의 진약수의 합은 404이므로, 352는 과잉수다.
- {\displaystyle 65^{2}-1}, {\displaystyle 23^{4}-1}은 352로 나누어떨어진다.

## 과학·기술
- NGC 352(영어판): 고래자리 방향에 있는 막대나선은하.
- 352 기젤라(영어판): 소행성.
- 공통 중간 형식(CIF) 규격의 가로 방향 화소수.

## 교통

### 철도
- 수도권 전철 3호선 오금역의 역번호.

### 도로
- 고속도로 및 국도
  - 아우토반 352호선(영어판, 독일어판): 독일의 고속도로.
  - 오토루트 352호선(프랑스어판): 프랑스의 고속도로.
  - 일본 352번 국도(일본어판): 니가타현 가시와자키시에서 도치기현 가와치군 가미노카와정까지 이어지는 일본의 국도.
- 기타 도로
  - 현도 제352호선

## 군사
- U-352(영어판, 독일어판): 제2차 세계 대전에 사용된 나치 독일의 군용 잠수함.

## 문화유산
- 대한민국의 보물 제352호: 감지은니묘법연화경 권7
- 대한민국의 사적 제352호: 하남 동사지

## 방송
- KT HCN의 RTV 채널 번호.

## 기타
- 연도: 352년, 기원전 352년